# Гренландс Семінаріус Спортклуб
«Ґренландс Семінаріус Спортклуб» або просто «ГСС» (гренл. Grønlands Seminarius Sportklub) — професіональний ґренландський футбольний клуб з міста Нуук. Крім футбольного, в клубі також діє гандбольне відділення.

## Історія
Футбольний клуб «Гренландс Семінаріус Спортклуб» було засновано в 1944 році у місті Нуук, столиці Гренландії. Клуб чотири рази перемагав у національному чемпіонаті, але останнього разу це сталося ще в 1976 році.

## Досягнення
- Кока-кола ҐМ
  -  Чемпіон (4): 1972, 1973, 1975, 1976
  -  Срібний призер (1): 1971